# Dichapetalum nigrescens
Dichapetalum nigrescens är en tvåhjärtbladig växtart som beskrevs av Henri Ernest Baillon. Dichapetalum nigrescens ingår i släktet Dichapetalum och familjen Dichapetalaceae. Utöver nominatformen finns också underarten D. n. pubescens.